# Fredens Hus
Fredens Hus är en ideell, partipolitiskt och religiöst obunden förening som arbetar för fred, mänskliga rättigheter och allas lika värde. Verksamheten bedrivs över hela Sverige och riktar sig främst till ungdomar. Genom utställningar, projekt och pedagogisk verksamhet arbetar Fredens Hus för social hållbarhet. Det handlar om fredsarbete på gräsrotsnivå för att främja jämställdhet, motverka rasism och intolerans och att träna konflikthantering och aktivt medborgarskap. Verksamheten finansieras främst genom projektbidrag från stiftelser, myndigheter och kommuner – men även insamling från privatpersoner och företag, samt via arvoden från utbildningar som de genomför. Fredens Hus är medlemmar i Giva Sverige samt står under Svensk Insamlingskontroll och har ett så kallat 90-konto.
Föreningen grundades december 2005 av grundaren Ann-Cathrine Haglund, då landshövding i Uppsala län. Verksamheten startade året efter och fram till 2020 låg lokalerna på Uppsala slott och än i dag ligger huvudkontoret i Uppsala. De första åren var det officiella namnet Fredsmuseum på Uppsala slott, men organisationens namn är sedan 2013 föreningen Fredens Hus. Idag (2023) har Fredens Hus cirka fem heltidstjänster. 

## Ändamål
Fredens Hus vision: Ett samhälle med fred och hållbarhet där allas lika värde respekteras.
Fredens Hus mission: Att arbeta för fred i Dag Hammarskölds anda genom arbete för en rättvis, jämlik och inkluderande värld utan rasism, våld, fördomar, intolerans och diskriminering.

## Verksamhet
Fredens Hus arbetar med metoden fredspedagogik, vilket betyder att inte bara förmedlar kunskap om fred, utan skapar ett engagemang i fredsfrågor utifrån personens egna erfarenheter och omvärld. Genom insikter kring problem som mobbning, rasism, hot och hat kan personer också bidra till ökad tolerans och en tryggare värld.
Genom åren har Fredens Hus genomfört en mängd olika projekt, där en stor del riktar sig till elever på skolor och den andra delen riktar sig till en bredare allmänhet. Verksamheten är i första hand nationell, men man har även genomfört vissa internationella aktiviteter, bland annat var man värd för den internationella konferensen för världens fredsmuseer.
Enligt organisationens egen verksamhetsberättelse år 2022 nådde man 93 358 personer under året, mötte 858 klasser och ungdomsgrupper, genomfört 28 övningar genom skolportalen och visat utställningar på 12 skolor.